# Sandgrube und Teiche südlich Auerbach i. d. Opf.
Sandgrube und Teiche südlich Auerbach i. d. Opf. este o arie protejată (arie specială de conservare — SAC, sit de importanță comunitară — SCI) din Germania întinsă pe o suprafață de 5,55 ha, integral pe uscat.

## Localizare
Centrul sitului Sandgrube und Teiche südlich Auerbach i. d. Opf. este situat la coordonatele 49°40′19″N 11°37′00″E / 49.6719°N 11.6167°E.

## Înființare
Situl Sandgrube und Teiche südlich Auerbach i. d. Opf. a fost declarat sit de importanță comunitară în noiembrie 2004 pentru a proteja 2 specii de animale. Situl a fost protejat și ca arie specială de conservare în aprilie 2016.

## Biodiversitate
Situată în ecoregiunea continentală, aria protejată nu include niciun habitat protejat.
La baza desemnării sitului se află mai multe specii protejate de  amfibieni (2): izvoraș-cu-burta-galbenă (Bombina variegata), triton cu creastă (Triturus cristatus).